# Comuna Velîka Hlumcea, Iemilciîne
Velîka Hlumcea (în ucraineană Великоглумчанська сільська рада) este o comună în raionul Iemilciîne, regiunea Jîtomîr, Ucraina, formată din satele Luka, Malohlumceanka și Velîka Hlumcea (reședința).

## Demografie
Componența lingvistică a comunei Velîka Hlumcea
     Ucraineană (99,84%)
     Alte limbi (0,16%)
Conform recensământului din 2001, majoritatea populației comunei Velîka Hlumcea era vorbitoare de ucraineană (99,84%), existând în minoritate și vorbitori de alte limbi.